# Michael Houghton
Michael Houghton, född 1949 i Storbritannien, är en brittisk virolog och forskare.
För sin forskning kring Hepatit C-viruset tilldelades han år 2020 Nobelpriset i fysiologi eller medicin tillsammans med Harvey J. Alter och Charles M. Rice.